# Tremors – Im Land der Raketenwürmer
Tremors – Im Land der Raketenwürmer, kurz auch Im Land der Raketenwürmer (englischer Originaltitel: Tremors), ist eine US-amerikanische Horrorkomödie des Regisseurs Ron Underwood aus dem Jahr 1990. Der von Gale Anne Hurd produzierte, ca. 11 Mio. US-Dollar teure Film spielte in den US-Kinos nur 17 Millionen Dollar ein, übertraf aber auf dem Videomarkt dieses Einspielergebnis um ein Vielfaches. Der Tierhorrorfilm und dessen erste Fortsetzung gelten heute als Vorbilder des witzigen Horrorfilms, die auch mehrfach in anderen Monsterfilmen kopiert wurden. Die Hauptrollen spielten Kevin Bacon und Fred Ward, die Spezialeffekte lieferten Bob und Dennis Skotak, für die Maske war Tom Woodruff zuständig. Der Film startete am 17. Mai 1990 in den deutschen Kinos.

## Handlung
In dem abgeschiedenen Wüstendorf Perfection in Nevada mit 14 Einwohnern verdienen die Freunde Valentine „Val“ McKee und Earl Bassett ihr Geld mit Gelegenheitsarbeiten. Eines Tages lernen sie die Seismologin Rhonda LeBeck kennen, die eine wissenschaftliche Arbeit über Erdbeben schreibt und der auf den überall in der Gegend verteilten Messgeräten ungewöhnliche seismische Schwingungen aufgefallen sind. Auf ihrer Weiterfahrt finden Val und Earl die Leiche von Edgar Deems, der sich auf einem Hochspannungsmast an sein Gewehr klammert. Der Dorfarzt stellt fest, dass Edgar verdurstet ist und mindestens vier Tage auf dem Mast verbracht haben muss. Wenig später entdecken die Freunde den abgerissenen Kopf von Farmer Fred sowie dessen zerfleischte Schafherde. Sie vermuten, dass ein psychopathischer Mörder sein Unwesen treibt, und machen sich panisch auf den Rückweg ins Dorf. Unterwegs warnen sie zwei Straßenarbeiter, die jedoch kurz darauf durch etwas getötet werden, das eine Gerölllawine auslöst. Dadurch wird die einzige Straße aus dem Tal versperrt und die Telefonleitung zerstört. Die Dorfbewohner beschließen, Val und Earl in die 38 Meilen entfernte Stadt zu schicken, um Hilfe zu holen, doch die beiden stoßen auf die Geröllblockade und finden die Überreste der Arbeiter. Zurück im Dorf entdecken sie ein totes, schlangenartiges Wesen, das sich an ihrem Auto festgebissen hat.
Man beschließt, Val und Earl mit Pferden loszuschicken, um Hilfe zu holen. Dabei finden sie das abgelegene Anwesen des Dorfarztes verwüstet vor und sein Auto senkrecht in der Erde vergraben. Plötzlich werden sie von einem riesigen Wurm angegriffen, dessen drei Zungen dem schlangenförmigen Wesen an ihrem Auto gleichen. Das Ungetüm bewegt sich mit hoher Geschwindigkeit durchs Erdreich und verfolgt sie. Auf der Flucht springen sie in einen betonierten Abwasserkanal, der Wurm kracht gegen dessen Betonwand und stirbt. Als sie den Kadaver untersuchen, taucht Rhonda auf, die feststellt, dass der „Sandwurm“ blind ist und anscheinend Erschütterungen wie Schritte auf der Erdoberfläche wahrnehmen kann. Anhand ihrer Erdbebenaufzeichnungen findet sie heraus, dass es drei weitere Würmer geben muss. Als sie über die Herkunft der Wesen rätseln, werden sie von einem weiteren Wurm angegriffen. Sie retten sich auf eine Felsgruppe, die von dem Wurm nicht erreicht werden kann, und müssen dort die Nacht verbringen. Durch den gewitzten Einfall Rhondas, sich mit Zaunstangen wie Stabhochspringer von Fels zu Fels zu schwingen, gelangen sie am anderen Morgen bis zu ihrem Pick-up und können sich damit ins Dorf retten.
Eine lange Verschnaufpause bleibt nicht, denn zwei Würmer greifen das Dorf an, töten den Ladenbesitzer Walter und zwingen die restlichen Bewohner, sich auf die Dächer ihrer Häuser zu retten. Burt Gummer und seine Frau Heather, die abseits wohnen und Waffennarren sind, locken unbewusst den dritten Wurm an, als sie im Keller ihres Hauses eine Rüttelpoliermaschine einschalten. Mit ihrem großen Waffenarsenal gelingt es ihnen, den Wurm zu töten. Inzwischen versuchen die Würmer im Dorf, die Gebäude zum Einsturz zu bringen, was Nestor nicht überlebt. Da sie erkennen, dass sie nicht mehr lange durchhalten werden, organisieren Val und Earl eine schwere Planierraupe samt Anhänger, mit der sie die restlichen Bewohner aufnehmen. Mit Vorräten und Waffen aus Burts und Heathers Haus machen sie sich auf den Weg zum Bergmassiv, durch das die Würmer sich nicht durchwühlen können.
Auf dem Weg dorthin graben die beiden verbliebenen Würmer eine Falle und stoppen so das Fahrzeug. Die Menschen können sich auf eine Felsgruppe retten und einen der Würmer mit einer von Burts improvisierten Rohrbomben in die Luft jagen. Den letzten Wurm locken Val und Earl mit einem Trick an einen Abgrund, wo er sich ins Freie bohrt und zu Tode stürzt.
Zurück im Dorf alarmieren sie die Behörden, und Val nimmt seinen ganzen Mut zusammen und küsst Rhonda, als diese gerade abreisen will.

## Synchronisation
Die deutsche Synchronfassung entstand bei der cine - adaption GmbH Film- und Fernsehsynchronisation in München. Pierre Peters-Arnolds schrieb das Dialogbuch und führte Regie.
| Rolle                    | Darsteller        | Synchronsprecher      |
| ------------------------ | ----------------- | --------------------- |
| Valentine McKee          | Kevin Bacon       | Pierre Peters-Arnolds |
| Earl Bassett             | Fred Ward         | Lambert Hamel         |
| Rhonda LeBeck            | Finn Carter       | Marietta Meade        |
| Burt Gummer              | Michael Gross     | Arnim André           |
| Heather Gummer           | Reba McEntire     | Katharina Lopinski    |
| Nancy Sterngood          | Charlotte Stewart | Christina Hoeltel     |
| Miguel                   | Tony Genaro       | Michael Gahr          |
| Nestor Cunningham        | Richard Marcus    | Reinhard Brock        |
| Walter Chang             | Victor Wong       | Mogens von Gadow      |
| Dr. Jim Wallace          | Conrad Bachmann   | Norbert Gastell       |
| Megan Wallace, Jims Frau | Bibi Besch        | Marion Hartmann       |
| Carmine, Straßenarbeiter | John Pappas       | Michael Schwarzmaier  |

## Kritiken
„In der Dramaturgie an thematisch ähnlichen Horrorfilmen orientiert, gewinnt die genreübliche Geschichte durch distanzierende Ironie und ein gewisses Augenzwinkern eigenen Reiz.“

Vincent Canby schrieb in der New York Times 1990, die Raketenwürmer seien „vermutlich nicht metaphorisch“ zu verstehen. Der Film „versuch[e] witzig zu sein“. Insbesondere die Frage nach dem Warum würde „nie beantwortet“.

## Hintergrund
Kurz vor dem Kinostart wurde der Komponist Robert Folk gebeten, die Filmmusik seines Kollegen Ernest Troost zu ersetzen, da die Filmproduzenten damit unzufrieden waren. Da Folk nur fünf Tage Zeit hatte, reichte seine Arbeit nur für ungefähr die zweite Hälfte des Films; die andere Hälfte der ursprünglichen Filmmusik verblieb. Folk verzichtete auf eine Namensnennung in den Credits und veröffentlichte 1993 – im Rahmen einer eigenen Soundtrack-Kompilation – eine 18-minütige Orchestersuite seiner Komposition auf CD.
Der Film wurde in Lone Pine, Kalifornien gedreht. Die Berge im Hintergrund gehören zur Sierra Nevada.

## Auszeichnungen und Nominierungen
1991 Academy of Science Fiction, Fantasy & Horror Films
- Nominiert für:
  - Bester Science-Fiction-Film
  - Beste Nebendarstellerin: Finn Carter
  - Beste Nebendarstellerin: Reba McEntire
  - Beste Special-Effects: Tom Woodruff Jr. und Alec Gillis (4-Ward Productions, Fantasy II Film Effects)

1991 Young Artist Awards
- Nominiert für:
  - Beste Nebendarstellerin: Ariana Richards

## Fortsetzungen

### Filme
- 1996: Tremors 2 – Die Rückkehr der Raketenwürmer (Tremors II – Aftershocks)
- 2001: Tremors 3 – Die neue Brut (Tremors 3: Back to Perfection)
- 2004: Tremors 4 – Wie alles begann (Tremors 4: The Legend Begins)
- 2015: Tremors 5 – Blutlinien (Tremors 5: Bloodlines)
- 2018: Tremors 6 – Ein kalter Tag in der Hölle (Tremors 6: A cold Day in Hell)
- 2020: Tremors: Shrieker Island

Alle Fortsetzungen waren Direct-to-Video-Produktionen und haben den Erstling finanziell nicht übertreffen können.

### Fernsehserien
- 2003: Tremors – The Series

Diese Serie wurde im März 2003 vom US-Sender Sci-Fi Channel produziert, allerdings mangels Zuschauerresonanz bereits nach der ersten Staffel wieder abgesetzt. Eine Ausstrahlung im deutschen Fernsehen ist bislang nicht erfolgt. Seit März 2010 ist die Serie auf DVD erhältlich.
- 2015: Tremors – The Series

Im November 2015 gaben Universal Cable Productions und Blumhouse Productions Pläne bekannt, den Kinofilm erneut im Rahmen einer TV-Serie fortzusetzen. Als Showrunner wurde Andrew Miller verpflichtet, während Kevin Bacon als ausführender Produzent und Hauptdarsteller zurückkehren sollte. Eine Serie wurde schließlich nicht produziert.